# Felice Casson

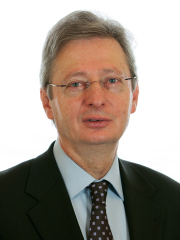
Felice Casson

Felice Casson (* 5. August 1953 in Chioggia, Provinz Venedig) ist ein italienischer Richter, Staatsanwalt und parteiloser Politiker. Er trug maßgeblich zur Aufdeckung der Stay-behind-Organisation Gladio bei. Von 2006 bis 2018 war er Mitglied des italienischen Senats.

## Justiztätigkeit und Gladio-Ermittlungen
Begeistert von den Rechtswissenschaften, absolvierte er sein Studium an der Universität Padua und begann 1980 seine Karriere als Magistrato (Richter und Staatsanwalt). Er wurde zunächst als Ermittlungsrichter (giudice istruttore bzw. giudice per le indagini preliminari) eingesetzt.
Ab 1984 ermittelte Casson zum Bombenanschlag in Peteano (strage di Peteano) 1972, bei dem drei Carabinieri getötet und zwei weitere verletzt wurden. Dafür waren zunächst die linksextremen Roten Brigaden (Brigate Rosse) verantwortlich gemacht worden. Casson deckte jedoch eine Reihe von Fehlern und Fälschungen in den bisherigen Ermittlungen auf. Er konnte beweisen, dass – anders als bei Anschlägen der Roten Brigaden – in Peteano C4 verwendet worden war, ein sehr wirkungsvoller Sprengstoff, der auch von den Streitkräften der NATO verwendet wird. Schließlich gelang es ihm, Mitglieder der neofaschistischen Gruppe Ordine Nuovo als tatsächliche Täter zu identifizieren. Einer der Terroristen, Vincenzo Vinciguerra, legte ein Geständnis ab, wobei er angab, dass die rechtsextreme Gruppe vom italienischen Militärgeheimdienst SID und weiteren Regierungsstellen unterstützt worden sei.
Im Juli 1990 erlaubte Ministerpräsident Giulio Andreotti Casson, in den Archiven des Geheimdienstes SISMI (Nachfolger des SID) zu recherchieren. Dort entdeckte er die Existenz der Stay-behind-Organisation Gladio. Er leitete seine Erkenntnisse an den Untersuchungsausschuss des Senats zu Anschlägen und Terrorismus in Italien weiter. Daraufhin bestätigte Andreotti am 3. August 1990 öffentlich die Existenz von Gladio.
Von 1993 bis 2005 war Casson als Staatsanwalt (pubblico ministero) in Venedig tätig. In dieser Funktion war er 1998 der Hauptankläger in den Prozessen gegen die Direktoren von EniChem und Montedison, bei denen es um eine Umweltkatastrophe und den Tod von 157 Arbeitern aufgrund der PVC-Produktion in Marghera, ein vorwiegend zur Petrochemie genutzter Industriebezirk in der Nähe von Venedig ging. Zuletzt hatte er den Status eines Magistrats beim Corte Suprema di Cassazione.

## Politische Karriere
Im Jahr 2005 legte er das Richteramt nieder, um für das Amt des Bürgermeisters von Venedig zu kandidieren. Er wurde von Democratici di Sinistra (DS; Linksdemokraten), Partito della Rifondazione Comunista (PRC; Kommunisten), Federazione dei Verdi (FdV; Grünen) und weiteren Mitte-links-Parteien unterstützt. Die Partei Democrazia è Libertà – La Margherita, die eigentlich auch zum Mitte-links-Bündnis (L’Unione) gehörte, stellte jedoch einen eigenen Kandidaten auf, den früheren Bürgermeister Massimo Cacciari. Casson lag zwar im ersten Wahlgang mit 37,7 % vorn, unterlag jedoch in der Stichwahl gegen Cacciari mit 49,5 %.
Bei der italienischen Parlamentswahl 2006 wurde Casson als Parteiloser, unterstützt von den DS, auf der Mitte-links-Liste L’Ulivo in den Senat gewählt, wo er die Region Venetien vertrat. Casson war bis 2018 Mitglied des Justizausschusses, des Ausschusses für Wahlen und parlamentarische Immunität sowie des gemeinsamen Ausschusses beider Parlamentskammern für Anklageverfahren. Zudem gehörte er 2006–08 dem Untersuchungsausschuss zu abgereichertem Uran an. Bei der Parlamentswahl 2008 gelang ihm die Wiederwahl auf der Liste der Partito Democratico (PD), zu der DS und Margherita mittlerweile fusioniert waren. Von Juli bis November 2008 gehörte er dem Untersuchungsausschuss zu tödlichen Arbeitsunfällen an. Von 2010 bis 2013 war er stellvertretender Vorsitzender der PD-Fraktion im Senat.
2013 wurde Casson für eine weitere Amtszeit in den Senat gewählt. In der Legislaturperiode bis 2018 war er stellvertretender Vorsitzender des Justizausschusses im Senat und Sekretär der Parlamentarischen Kontrollkommission für die Geheimdienste (COPASIR). 2015 trat Casson erneut zur Bürgermeisterwahl in Venedig an. Diesmal war er der Kandidat des gesamten Mitte-links-Lagers, unterlag jedoch in der Stichwahl mit 46,8 % dem Mitte-rechts-Kandidaten Luigi Brugnaro. Casson verließ im Februar 2017 die PD-Fraktion und schloss sich der weiter links stehenden Fraktion Articolo 1 – Movimento Democratico e Progressista an, der er bis zu seinem Ausscheiden aus dem Senat im März 2018 angehörte.

## Bibliographie
- Lo stato violato (1985 – „The Raped State“)
- Servizi segreti e il segreto di stato (1992 – „Secret Services and State Secret“)
- La fabbrica dei veleni (2007 – „The poison factory“)